# جون إي. باتس
جون إي. باتس (بالإنجليزية: John E. Butts)‏ هو عسكري أمريكي، ولد في 4 أغسطس 1922 في مدينا في الولايات المتحدة، وتوفي في 23 يونيو 1944 في نورماندي في فرنسا.